# Акутна бубрежна инсуфицијенција
Акутна бубрежна инсуфицијенција је клинички синдром који се карактерише убрзаним смањењем бубрежне функције, што има за последицу прогресивни пораст азотних материја у крви и престанак излучивања мокраће. Ово је релативно чест клинички проблем, а обољење је потенцијално реверзибилно и представља значајан узрок морбидитета и морталитета због озбиљне природе примарне болести и високе инциденце компликација.
Као најчешћи узроци смртности наводе се: инфекција, кардиоваскуларне компликације и гастроинтестинално крварење.
Механизам настанка болести је први пут описан 1941. током бомбардовања Лондона у Другом светском рату, када су британски лекари Ерик Бајвотерс и Дезмонд Бил приметили акутни губитак функције бубрега код тешко повређених жртава. Она је настајала као последица некрозе бубрежних тубула.

## Етиологија
Акутна бубрежна инсуфицијенција увек настаје као последица неке друге болести, повреде или штетне ноксе. На основу места где се дешавају поремећаји који доводе до развоја болести, она се може класификовати на пререналну (55%), реналну (40%) и постреналну (5%).
Преренални (функционални или физиолошки) облик болести настаје као последица реналне хипоперфузије (смањења количине крви која долази у бубрег), а најчешћи узроци су крварење, повраћање, дехидрација, опекотине, шок, инсуфицијенција срца или периферне циркулације, зачепљење бубрежних артерија и др.
Ренални (паренхимски) облик болести настаје као последица нефропатија (поремећаја у самом бубрегу), а најчешће услед акутне тубулске некрозе која је изазвана исхемијом током шока, сепсе, коришћења лекова са нефротоксичним својствима (имуносупресиви, нестероидни противупални аналгетици, аминогликозидни антибиотици, тетрациклини, контрастна средства и сл). Такође може да настане као последица болести паренхима бубрега.
Постренална (опструктивна) акутна бубрежна инсуфицијенција настаје због препреке у отицању урина до мокраћне цеви, а разлози су калкулуси (каменац), кристали сулфонамида, крвни угрушци, стенозе, компресије тумором, увећање простате итд.

## Патогенеза
Узроци акутна бубрежна инсуфицијенција|акутне бубрежне инсуфицијенције (АБИ) могу се поделити у; пребубрежне (пререналне), бубрежне (реналне) и послебубрежне (постреналне). Сви ови облици АБИ карактеришу се порастом креатинина и урее у серуму, који прате поремећаји метаболизма течности и електролита. Након појаве азотемије (уремије) у организму се ремети процес згрушавање крви, што може довести до појаве перикардитиса. Излучивање мокраће може бити различито и зависи од врсте и узрока АБИ.

### Пребубрежна АБИ
Овај облик АБИ последица је недовољне перфузије бубрега. Главни узроци су снижење ванћелијског волумена (хиповолемијска стања) и кардиоваскуларне болести. Пребубрежна стања су одговорна за 50-80% АБИ, и у начелу не доводе до трајних оштећења бубрега јер су углавном реверзибилне, осим у случају тешке хипоперфузије са исхемијом тубула.
Хипоперфузија у другом здравом бубрегу активира РАА систем, који доводи до задржавања натријума и воде, смањујући диурезу(олигурија) и натриурију. Последица секреције другог хормона, АДХ, је повећано задржавање воде, тако да је укупан ефекат ова два хормона лучење мале количине хиперосмоларног урина.

### Бубрежна АБИ
Бубрежнни облик АБИ је примарна болест или повреде бубрега (продужена исхемија и нефротоксиемија, укључујући и интравенске јодне радиоконтрасте). У овој АБИ процесом су захваћени гломерули, тубули или интерстицијум. Болест гломерула снижава гломеруларну филтрацију и повећава пермеабилност гломеруларних капилара за протеине; што може бити запаљењске природе (гломерулонефритис) или последица исхемије (васкулитиса).
Тубули су оштећени исхемијом и зачепљени ћелијским отпадом, талогом беланчевина и кристала, што доводи до отока ћелијског интерстицијума. У даљем току болести смањује се реапсорпција натријума, и његове вредности расту у мокраћи, што је један од показатеља у постављању дијагнозе. Запаљење интерстицијума (нефритис) обично је одраз имунолошко или алергијског поремећаја.

### Послебубрежна АБИ
Овај облик АБИ или опструктивне нефропатије, последица је различитих облика зачепљења (опструкције) у сабирним и изводним путевима мокраћног система. Јавља се у 5-10% случајева. Зачепљење се може формирати и у каналићима због снижавања кристалног или беланчевинастог садржаја.
Овај облик АБИ обично спада у постбубрежне јер је механизам опструктивни. Заустављен проток ултрафилтрата у тубулима или у дисталнијим деловима повећава притисак у Бовмановој капсули и снижава вредност гломеруларног филтрата. Зачепљење ремети и проток кроз бубреге: који се у почетку повећава због пораста притисак у капиларима гломерула због пада отпора у аферентној артериоле, да би након 3-4 часа проток смањио толико, да је након 24 часа, од нормалних вредности, мањи до 50%, због повећаног отпора у бубрежним крвним судовима.
Реноваскуларна резистенција се нормализује тек недељу дана након прекида 24 часовног зачепљења. Да би се развила значајна азотемија, зачепљење уретера мора бити обострана (изузев ако у организму не постоји само један). Зачепљење излаза из бешике највероватније је водећи узрок изненадног, често потпуног престанка лучења мокраће код мушкараца.

## Клиничка слика
Клиничка слика болесника зависи од примарног стања које је изазвало акутно оштећење бубрежне функције, присуства анурије или олигурије и изражености симптома и знакова уремичног синдрома.
Почетна фаза болести траје до почетка олигурије (смањеног излучивања мокраће). У овом стадијуму долази до оштећења бубрежних ћелија и настају хемодинамске промене. Смањење диурезе (количине излучене мокраће) испод 400 ml за 24 часа указује на почетак друге фазе.
Фаза олигурије траје 10-14 дана, а карактерише је оштећење бубрега и могуће су компликације због немогућности бубрега да излуче азотне материје и вишак течности. Како расте концентрација уреје и креатинина у крви, болесник све више осећа мучнину, губи апетит, а у тежим случајевима развија се тешка слика уремије са знаковима оштећења свих система и органа, па може доћи и до промене стања свести и коме.
Током фазе диурезе бубрежна функција се спонтано опоравља после 10-16 дана. Опоравак почиње када се обнове оштећене тубулске ћелије и успостави нормална перфузија бубрега. Волумен урина се све више повећава, а у крви се смањују концентрације уреје и креатинина. Касније се опорављају све функције бубрега, осим што на дужи временски рок остаје смањена способност концентрације мокраће.
Потпуни опоравак бубрежне функције зависи од тежине оштећења и обично траје од 4 недеље до 12 месеци.

## Компликације
Као компликације акутне бубрежне инсуфицијенције могу се јавити:
- синдром системског инфламаторног одговора - опсежне ендотелијалне лезије узроковане сталним инфламаторним стимулусима;
- инфекције респираторног и уринарног тракта - у 30-70% случајева;
- кардиоваскуларне болести - конгестивна срчана инсуфицијенција, плућни едем, волумна хипертензија (повишен крвни притисак), хипотензија (низак крвни притисак), аритмије, перикардитис;
- гастроинтестиналне компликације - анорексија, мучнина, повраћање, илеус, крварење;
- неуролошке компликације - конфузија, сомноленција, конвулзије,
- хематолошке компликације - анемија, коагулопатија;
- мултипла дисфункција органа (повезана са сепсом) и др.[4]

## Дијагноза
Дијагноза акутне бубрежне инсуфицијенције се поставља на основу анамнезе, клиничких и лабораторијских испитивања (крвна слика, преглед урина - осмоларност, концентрација натријума у урину, фракциона екскреција натријума), рендгенских снимака итд. Ултразвук (ултрасонографија) је метода избора за дијагностику опструкције уринарног тракта.
- Бубрежна ултрасонографија код акутног пијелонефритиса са повећаном кортикалном ехогеношћу и замагљеним разграничењем горњег пола.[11]
- Бубрежна ултрасонографија код инсуфицијенције бубрега након операције са повећаном кортикалном ехогеношћу и величином бубрега. Биопсија је показала акутну тубуларну некрозу.[11]
- Бубрежна ултрасонографија након у бубрежне трауме са раздеротином доњег пола бубрега и субкапсуларним накупљањем течности.[11]

Основни критеријуми за дијагнозу су: смањење диурезе испод 500 ml за 24 часа, пораст плазматске концентрације урее, креатинина, калијума, фосфора и пад концентрације калцијума и венског бикарбоната.
Тзв. RIFLE критеријуми за дијагнозу акутне бубрежне инсуфицијенције, препоручени од стране Acute Dialysis Quality Initiative, подразумевају следеће:
- ризик (енгл. risk): пораст концентрације серумског креатинина 1,5 пут или продукција урина испод 0,5  телесне масе за период од 6 сати;
- оштећење (енгл. injury): пораст концентрације серумског креатинина 2 пута или продукција урина испод 0,5  телесне масе за период од 12 сати;
- слабост бубрега (енгл. failure): пораст концентрације серумског креатинина 3 пута или пораст концентрације серумског креатинина изнад 355 μmol/l или продукција урина испод 0,3 ml/kg за период од 1 дана;
- губитак бубрежне функције (енгл. loss): трајање болести дуже од четири недеље;
- крајњи стадијум болести (енгл. end stage kidney disease): трајање болести дуже од три месеца.[12]

| Класични лабораторијски налази у АБИ | Класични лабораторијски налази у АБИ | Класични лабораторијски налази у АБИ | Класични лабораторијски налази у АБИ | Класични лабораторијски налази у АБИ |
| Врста                                | UOsm                                 | UNa                                  | FeNa                                 | BUN                                  |
| ------------------------------------ | ------------------------------------ | ------------------------------------ | ------------------------------------ | ------------------------------------ |
| Пребубрежна                          | > 500                                | < 10                                 | < 1%                                 | > 20                                 |
| Бубрежна                             | < 350                                | > 20                                 | > 2%                                 | < 15                                 |
| Послебубрежна                        | < 350                                | >40                                  | > 4%                                 | > 15                                 |

## Терапија
Основни вид терапије је брза корекција дефицита течности изотоничним физиолошким раствором. У зависности од природе изгубљене течности могу се дати и крв, плазма и други колоидни раствори. Примена манитола и фуросемида у иницијалној фази може превенирати развој акутне тубулске некрозе. Такође се контролише диуреза уносом течности и електролита (натријум, калијум), а смањује се унос протеина и угљених хидрата.
Као вид лечења користе се и разне дијализне технике: хемодијализа, перитонеална дијализа и континуиране дијализне методе. Избор методе зависи од катаболичног статуса, хемодинамске стабилности и примарног циља дијализе (одстрањивање уремичних токсина, одстрањивање вишка течности или њихова комбинација).

## Прогноза
Једноставнији облици акутне бубрежне инсуфицијенције имају релативно добру прогнозу са стопом морталитета 5-10%. Уколико је болест искомпликована инсуфицијенцијом других органа, лечење се спроводи у јединицама интензивне неге, а морталитет износи 50-70% Сепса је најчешћи узрок смрти хоспитализованих болесника у некоронарним јединицама интензивне неге.
Морталитет олигуричне акутне бубрежне инсуфицијенције износи 30-60%, или чак 50-70% након трауме и оперативних захвата.